# Nipaecoccus ledi
Nipaecoccus ledi är en insektsart som först beskrevs av Cockerell 1911.  Nipaecoccus ledi ingår i släktet Nipaecoccus och familjen ullsköldlöss. Inga underarter finns listade i Catalogue of Life.